# Die Alphas
Mit Die Alphas wird eine Lese-Lernmethode bezeichnet. Auch das zugehörige Spiel- und Lernmaterial trägt diesen Namen.
Sie wird seit Jahren von über 42.000 Pädagogen aus dem französischen Sprachraum angewandt und von der UNESCO unterstützt. Seit 2008 gibt es die Methode auch in Deutschland, nachdem es in eineinhalb Jahren vom französischen ins deutsche übertragen wurde. Geeignet sei die Methode für Kinder ab 4 Jahren, die damit meist nach einer Woche alle Buchstaben kennen und erste Wörter lesen lernten.

## Entwicklung
Die Lese-Lernmethode „Die Alphas“ entspringt den Erfahrungen der schweizerischen Pädagogin Claude Huguenin. Sie erlebte im Unterricht, dass sich alle Kinder ausgesprochen schwer damit taten, das alphabetische System zu begreifen und suchte darum nach einer Möglichkeit, das Einfache im Komplexen spielerisch zu vermitteln. In Zusammenarbeit mit dem französischen Philosophen Olivier Dubois entwickelte sie die Lese-Lernmethode, die das abstrakte und willkürliche Schreibsystem in einer konkreten und spielerischen Form vermittelt.

## Methode
Statt die Kinder mit abstrakten Symbolen zu konfrontieren, werden ihnen Geschichten erzählt, in denen die Titelfiguren, die Alphas, aufschlussreiche Charakteristika haben: Sie haben gleichzeitig die Form der Buchstaben und machen den Laut oder die Laute, für den der Buchstabe steht. Zudem beginnt der Name eines jeden Alphas mit dem Buchstaben, den er repräsentiert. Die einzelnen Figuren gehören zu den beiden unterschiedlich großen Familien Vokal und Konsonant. Wenn sich die unterschiedlichen Figuren treffen, geben sie ihre Laute von sich. Daraus ergeben sich neue zusammengesetzte Laute. Die Methode beginnt zunächst mit den Vokalen und geht dann über zu den Konsonanten. 

### Beispiele
Herr „O“ beispielsweise ist eine ganz runde Figur, die es mag, schön runde Blasen zu machen, wenn er bewundernde „ooohs!“ von sich gibt. Oder das „M“ ist ein freundliches Monster, das „mmm“ macht, wenn es etwas sieht, das es gerne fressen möchte. „Herr O“ und „das Monster“ sind Repräsentanten der Anlaute „O“ und „M“ und sehen zudem auch aus wie ein rundes „O“ und ein Monster. Für zusammengesetzte Laute werden Geschichten mit mehreren „Alpha“-Figuren erfunden.